# Borowy Młyn, Voivodato de Lubusz
Borowy Młyn [bɔˈrɔvɨ ˈmwɨn] (en alemán: Betsche Abbau) es un pueblo en el distrito administrativo de Gmina Pszczew, dentro del Distrito de Międzyrzecz, Voivodato de Lubusz, en Polonia occidental. Se encuentra aproximadamente a 3 kilómetros del suroeste de Pszczew, 11 kilómetros al este de Międzyrzecz, 47 kilómetros del sureste de Gorzów Wielkopolski, y a 60 kilómetros al norte de Zielona Góra.
El pueblo tiene una población de 90 habitantes.